# Kerkhof van Mametz
Het Kerkhof van Mametz is een gemeentelijke begraafplaats in de Franse gemeente Mametz in het departement Pas-de-Calais. Het kerkhof ligt in het dorpscentrum aan de Contour de l'Église rond de Église Saint-Vaast.

## Brits oorlogsgraf
Op het kerkhof bevindt zich het graf van de Brit N.J.J Chambers, kanonnier bij de Royal Horse Artillery. Hij sneuvelde op 2 maart 1915. Zijn graf wordt onderhouden door de Commonwealth War Graves Commission en is er geregistreerd als Mametz Churchyard.